# Großsteingrab Prödel
Das Großsteingrab Prödel war eine megalithische jungsteinzeitliche Grabanlage bei Prödel, einem Ortsteil von Gommern im Landkreis Jerichower Land, Sachsen-Anhalt. Das Grab wurde wohl im 18. Jahrhundert zerstört.

## Lage
Die genaue Lage des Grabes ist unbekannt.

## Forschungsgeschichte
Erstmals dokumentiert wurde die Anlage von Justus Christianus Thorschmidt, Anfang des 18. Jahrhunderts Pastor in Plötzky bei Gommern. Seine Angaben übernahm Joachim Gottwalt Abel, der zwischen 1755 und 1806 Pastor in Möckern war. Zu dieser Zeit war das Grab bereits verschwunden. Abel hinterließ über seine Forschungen nur handschriftliche Aufzeichnungen, die 1928 durch Ernst Herms publiziert wurden.

## Beschreibung
Das Grab besaß nach Thorschmidt einen „Steinkreis“ der einen Hügel umgab. Trotz dieser Bezeichnung dürfte es sich aber wohl um ein rechteckiges Hünenbett gehandelt haben, da Thorschmidt auch andere Anlagen als „Steinkreise“ bezeichnete, die eindeutig keine runde Form hatten, etwa das Grab Vehlitz 1. Da keine Grabkammer erwähnt wird, dürfte es sich um ein kammerloses Hünenbett gehandelt haben.